# شبکه قزوین
شبکهٔ قزوین یکی از شبکه‌های تلویزیونی صدا و سیمای جمهوری اسلامی ایران و زیرمجموعه صدا و سیمای قزوین است که در شهر قزوین فعالیت می‌کند. پخش برنامه‌های شبکه قزوین با کیفیت HD و فرمت HEVC از طریق فرستنده‌های زمینی و ماهواره‌ای نیز از ۲۲ بهمن ۱۴۰۲ آغاز شد.

## مجریان شبکه قزوین
سید حسین بی نیاز، وحید رشوند ، سعید صفری، مریم بامدادی ابوالفضل چیتگر، سید محمد بهرامی، شهرام کوچکعلی، رامتین چیت سازان، فاطمه باقری چیزه، مجتبی استیلاف،مهدی چگینی، محمد صادق بادروج، پیمان رحمانی، محمد بامدادی، مریم حجی زاده ، مریم بامدادی، سعید میر عزیزی ، امیر محمدخانی‌ ، حجت الاسلام روح‌الله محمدی، نوید بهبودی، مهدی آخوندی ، علی کاتبی فر، علی کاکاوند، بهاره ذوالقدر، عماد عاملی،حامی کاقری ،سامی کاقری، فاطمه یعقوبی دوست، فاطمه باقری کلیشمی، مجید ولایتی ، بیژن گورانی، لیلاحبیب پور، فاطمه فخار، پیام آریافرد، رضا خوبان، محمد شریف زاده ، بهاره روحی ملکی، فاطمه زارعی، فاطمه بابا، فاطمه آذربایجانی، فاطمه ایراندوست، زهرا نقی پور ، مهران حبیبی، هادی طاهرخانی، حسین محمدی اصل، جواد رحمانی، و امیرحسین رحمانی و … ازجمله مجریان و خبرنگاران شبکه قزوین هستند. 

### مجریان برجسته سابق شبکه قزوین
ژیلا امیرشاهی، سید قاسم بی نیاز، زینب پور ابراهیم، سیما غیاثی

### طراح لوگو شبکه قزوین
- طراحی لوگو شبکه قزوین نیز برعهده خانم عاطفه ابراهیمی بوده است.